# Reconocimiento ucraniano de la República Chechena de Ichkeria
La resolución sobre el reconocimiento de la soberanía estatal de la República Chechena de Ichkeria es un proyecto de ley propuesto por Oleksiy Honcharenko y Musa Mahomedov en el que la Rada Suprema ucraniana, votará sobre el reconocimiento de la independencia de Chechenia, en respuesta a la iniciativa de Rusia de reconocer a la República Popular de Donetsk y la República Popular de Lugansk como Estados soberanos.
El 9 de noviembre, la Rada Suprema de Ucrania también registró un proyecto de resolución sobre el reconocimiento de la soberanía estatal y la independencia de la República de Tartaristán en Rusia.

## Historia
Fue recibido por la Rada Suprema el 11 de julio y entregado a la dirección el mismo día. Se envió al comité para su consideración el 13 de julio y se proporcionó como referencia el 14 de julio. El 18 de octubre de 2022, la decisión de  la rada de reconocer a la República Chechena de Ichkeria como «ocupada temporalmente por Rusia» espera la firma del presidente Volodímir Zelenski. Los parlamentarios ucranianos también condenaron el genocidio del pueblo checheno por parte de Rusia en un documento correspondiente.
A principios de noviembre, Zelenski respondió al voto de la Rada Suprema y a una petición con 25.000 firmas ordenando al Ministerio de Relaciones Exteriores de Ucrania que investigue si, cómo y de qué forma Ucrania podría reconocer a la República Chechena de Ichkeria como Estado soberano bajo ocupación militar. Hizo hincapié en que era prerrogativa del presidente de Ucrania extender el pleno reconocimiento diplomático a otros estados.

## Reacciones
El 13 de julio de 2022, Ramzán Kadírov, jefe de la República de Chechenia, calificó el proyecto de resolución de "absolutamente ridículo y absurdo" y recordó que "Ichkeria no existe ni siquiera en el papel" y añadió "fue liquidado por los propios ex ichkerianos, que anunciaron en 2007 la abolición de Ichkeria y la creación del llamado Emirato del Cáucaso".